# Allactodipus bobrinskii
Allactodipus bobrinskii је врста глодара из породице скочимиш (Dipodidae).

## Распрострањење
Врста је присутна у следећим државама: Туркменистан и Узбекистан.

## Станиште
Станиште врсте су пустиње. 

## Угроженост
Ова врста је наведена као последња брига, јер има широко распрострањење и честа је врста.